# Loveč
Loveč (bolgarsko Ловеч) je glavno mesto oblasti Loveč v osrednji severni Bolgariji. Mesto ima okoli 50.000 prebivalcev.  Od glavnega bolgarskega mesta Sofija je oddaljen približno 150 km. V njegovi bližnji okolici so mesta Pleven, Trojan in Teteven.

## Geografija
Loveč stoji na pobočju Stare planine (Balkan) na obeh bregovih reke Osam na nadmorski višini 200 m. Najvišja točka v mestu je vrh hriba Akbar z nadmorsko višino 450 m. V mestu je več prostranih parkov.

## Zgodovina

### Stari vek
Prvi prebivalci so bili pripadniki tračanskega plemena Meldi, katerih prisotnost je mogoče slediti od 4. do 3. stoletja pr. n. št. Na prostoru sedanjega Loveča so ustanovili svoje glavno mesto Melta (arheološko najdišče Varoš). Rimljani so po osvojitvi Trakije ob cesti, katere sledovi so v mestu še vidni, zgradili trdnjavo Prezidium.

### Srednji vek
V bivši rimski trdnjavi Hisarja na vrhu istoimenskega hriba je bil leta 1187 podpisan sporazum med Bolgari in Bizantinskim cesarstvom, s katerim je bila potrjena neodvisnost Bolgarije in obnovljeno Drugo bolgarsko cesarstvo. V 12. stoletju se je Loveč razvil v pomembno trgovsko središče, eno od najbolj znanih v Bolgariji.
Osmanska invazija na ozemlje okoli Loveča se je začela sredi 14. stoletja. Trdnjava nad mestom je padla leta 1446. Loveč je kljub temu, da se je sprva krepko upiral Turkom, v Osmanskem cesarstvu imel nekaj privilegijev: v njem se niso smeli naseljevati Turki in ni plačeval krvnega davka (janičarji).

### Osmansko cesarstvo
V 17. stoletju se je Loveč (turško Lofça) ponovno razvil v pomembno trgovsko središče. Imenovali so ga Zlati Loveč (turško Altan Lofça).
Leto 1784 je bilo najstrašnejše v zgodovini mesta, ker so ga Turki opustošili in požgali. Od 20.000 prebivalcev je pustošenje preživelo samo 4.600 ljudi.
V času bolgarskega narodnega preporoda in borbe za neodvisnost od Osmanskega cesarstva je Loveč postal središče, iz katerega je Bolgarsko nacionalno gibanje (bolgarsko ВМРО - Българско национално движение, VMRO - Blgarsko nacionalno dviženie, znano tudi kot Tajni revolucionarni komite) Vasila Levskega vodilo akcije za osvoboditev. Turki so Vasila Levskega v bližnji vasi Kakrina ujeli in ga nato v Sofiji obesili. V Loveču je največji njemu posvečen muzej v Bolgariji, v katerem so njegove osebni predmeti, kot so zapiski, obleka in orožje.
V letih 1872-1874 je bolgarski graditelj iz obdobja narodnega preporoda Nikola Fičev, znan tudi kot Koljo Fičeto, zgradil znani Pokriti most (Покрит мост, Pokrit most) preko reke Osam, edini takšen most na celem Balkanu. Most je leta 1925 pogorel in bil leta 1931 obnovljen. Na mostu, ki zdaj povezuje stari in novi del mesta, so številne kavarnice in trgovine s spominki.
Med rusko-turško vojno (1877-1878) se je pri Loveču dogajala pomembna bitka, znana kot bitka pri Loveču. Po njej so bile iz mesta izgnane številne turške družine. Ti begunci, znani kot Lofçalılar, so se zatekli v velika turška mesta Istanbul, Edirne in Burso.

### Loveč danes
V novejšem času je bil Loveč znan kot mesto, v katerem se je začelo poučevanje tujih jezikov v Bolgariji. Prva jezikovna šola je bil Ameriški koledž, ustanovljen leta 1881. V šoli, ustanovljeni leta 1950, se je poučevalo angleški,  francoski in nemški jezik. Kasneje so se jezikovne šole začele ustanavljati tudi drugod. Angleščino so leta 1954 preselili v Sofijo, francoščino pa leta 1958 v Varno. Nemščina je do leta 1984 ostala v Loveču.

## Mestne znamenitosti
- hiša Tinkova
- Pokriti most
- trdnjava Hisarja
- spomenik Vasilu Levskemu
- stari del mesta – Varoš
- park Strateš s največjim živalskim vrtom v tem delu Bogarije

### Muzeji
- Muzej Vasila Levskega
- Zgodovinski muzej
- spominska hiša Drasova
- spominska hiša Rašova
- šola Sv. Kliment Ohridski

### Šport
- nogometni klub PFC Litex Loveč z eno od najboljših eki v Bolgariji
- nokometni klub Osam
- ženski rokometni klub Loveč '98
- košarkarski klub Eagles

### Znani meščani
- Georgi Ivanov, prvi bugarski astronavt

## Pobratena mesta
- Thun, Švica
- Erfurt, Nemčija, od leta 1971[2]
- Rjazan, Rusija, od leta 1964[3]
- Lotošino, Rusija[4]
- Sintivkar, Rusija[5]
- Izjaslav, Ukrajina[6]
- Valadolid, Španija
- Laval, Francija[7]
- Berat, Albanija[8]
- Kolašin, Črna gora

## Galerija
- Središče mesta
- Središče mesta
- Stari del mesta - Varoš
- Trdnjava Hisarja
- Pokriti most